# Georg Ludwig von Uffeln
Georg Ludwig von Uffeln († 29. September 1733 in Wien) war ein kaiserlicher General.

## Leben
Georg Ludwig soll entweder der kurbraunschweigischen Linie der ursprünglich hessischen Herren von Offeln, oder dem ebenfalls kurbraunschweigischen Zweig der ursprünglich bremischen Herren von Offeln entstammen. Er selbst trat ebenfalls häufiger unter dem Namen Offeln auf. Als junger Mann begab er sich gemeinsam mit Prinz Maximilian von Hannover in kaiserliche Militärdienste. Zehn Jahre lang kommandierte er das Regiment des Prinzen in Ungarn. Am 20. März 1716 avancierte er zum Generalfeldwachtmeister und nahm als solcher an den Türkenfeldzügen 1717 und 1718 teil. Hierbei zeichnete er sich insbesondere vor Peterwardein und Belgrad aus. Das Regiment, welchem er bis hier hin als Kommandant vorstand, wurde ihm 1723 als Regimentschef übertragen, und 1726 erhielt er auch die Beförderung zum Feldmarschallleutnant.
1727 soll Uffeln in den Reichsfreiherrnstand erhoben worden sein und erhielt 1730 für 30 geleistete Dienstjahre eine größere Donation im Königreich Slawonien, darunter Syrmien, Carlowitz und Salankemen.

## Familie
Georg Ludwig war mit Gräfin Maria Franziska von Rothal († Juli 1746) verwitwete von Wolffsthal vermählt. Sie war die Tochter von Ehrenreich Ludwig von Rothal und dessen Ehefrau Gräfin Maria Susanna von Kuefstein.
Aus der Ehe sind vier Töchter, Marie Caroline (* 1717), Maria Charlotte, Maria Maximiliane (* 1719) und Maria Michaela hervorgegangen, wovon mindestens die drei jüngeren den Vater überlebten. Von seinen durch die Gattin in die Ehe mitgebrachten beiden Stieftöchtern, war eine mit dem Grafen Lamberg aus Grätz, die andere Maria Francesca (1710–1778) mit Graf Camillo von Colloredo verheiratet.